# GP of Gloucester
Le GP of Gloucester est une compétition de cyclo-cross disputée à Gloucester, aux États-Unis.
L'épreuve, comme la majorité des compétitions américaines de cyclo-cross, se dispute sur un week-end avec une épreuve le samedi et une épreuve le dimanche.

## Palmarès masculin

### Palmarès de l'épreuve #1 (samedi)
| Année | Vainqueur       | Deuxième          | Troisième       |
| ----- | --------------- | ----------------- | --------------- |
| 2012  | Jeremy Powers   | Ryan Trebon       | Timothy Johnson |
| 2013  | Jeremy Powers   | Timothy Johnson   | Jamey Driscoll  |
| 2014  | Jeremy Powers   | Dan Timmerman     | Ben Berden      |
| 2015  | Jeremy Powers   | Curtis White      | Stephen Hyde    |
| 2016  | Curtis White    | Daniel Summerhill | Jeremy Durrin   |
| 2017  | Tobin Ortenblad | Spencer Petrov    | Jeremy Powers   |
| 2018  | Curtis White    | Jack Kisseberth   | James Driscoll  |

### Palmarès de l'épreuve #2 (dimanche)
| Année | Vainqueur       | Deuxième            | Troisième         |
| ----- | --------------- | ------------------- | ----------------- |
| 2012  | Ryan Trebon     | Jeremy Powers       | Ben Berden        |
| 2013  | Jeremy Powers   | Ryan Trebon         | Timothy Johnson   |
| 2014  | Jeremy Powers   | Jamey Driscoll      | Lukas Winterberg  |
| 2015  | Jeremy Powers   | Curtis White        | Stephen Hyde      |
| 2016  | Curtis White    | Michael van den Ham | Daniel Summerhill |
| 2017  | Tobin Ortenblad | Jeremy Powers       | Curtis White      |
| 2018  | Curtis White    | Lane Maher          | Anthony Clark     |

## Palmarès féminin

### Palmarès de l'épreuve #1 (samedi)
| Année | Vainqueur     | Deuxième     | Troisième                |
| ----- | ------------- | ------------ | ------------------------ |
| 2015  | Caroline Mani | Ellen Noble  | Katherine Compton        |
| 2016  | Ellen Noble   | Helen Wyman  | Emma White               |
| 2017  | Emma White    | Ellen Noble  | Christel Ferrier-Bruneau |
| 2018  | Ellen Noble   | Erica Zaveta | Crystal Anthony          |

### Palmarès de l'épreuve #2 (dimanche)
| Année | Vainqueur         | Deuxième      | Troisième       |
| ----- | ----------------- | ------------- | --------------- |
| 2015  | Katherine Compton | Caroline Mani | Crystal Anthony |
| 2016  | Helen Wyman       | Emma White    | Crystal Anthony |
| 2017  | Ellen Noble       | Emma White    | Crystal Anthony |
| 2018  | Ellen Noble       | Erica Zaveta  | Crystal Anthony |